# Dekanat Kielno
Dekanat Kielno – jeden z 24 dekanatów katolickich archidiecezji gdańskiej, utworzony 3 maja 2006. Obejmujący obszar gminy Szemud i części gmin Żukowo i Przodkowo. Dziekanem od 18 czerwca 2016 jest ks. kan. mgr Piotr Gruba – proboszcz parafii św. Apostołów Szymona i Judy Tadeusza w Chwaszczynie.

## Parafie
W skład dekanatu wchodzi 7 parafii:
1. Parafia św. Józefa w Czeczewie – Czeczewo, ul. Gdańska 10
2. Parafia św. Apostołów Szymona i Judy Tadeusza w Chwaszczynie – Chwaszczyno, ul. Żeromskiego 1
3. Parafia św. Wojciecha w Kielnie – Kielno, ul. Jeziorna 6
4. Parafia św. Jadwigi Królowej w Bojanie – Bojano, ul. Wawelska 1
5. Parafia św. Szymona z Lipnicy w Koleczkowie – Koleczkowo, ul. Partyzantów Kaszubskich 8
6. Parafia św. Mikołaja w Szemudzie – Szemud, ul. Wejherowska 49
7. Parafia Matki Boskiej Królowej Polski w Łebnie – Łebno, ul. Kartuska 6

## Sąsiednie dekanaty
Gdynia Orłowo, Gdynia Chylonia, Gdańsk Oliwa, Luzino, Żukowo, Wejherowo, Kartuzy (diec. pelplińska)